# Champagne Mercier
Pour les articles homonymes, voir Mercier.
Le Champagne Mercier est une maison de Champagne fondée à Épernay en 1858 par Eugène Mercier (mort en 1904, alors âgé de 66 ans). Elle dispose aujourd'hui de 576 ha de vignes.
La marque est exploitée par MHCS, société du groupe LVMH située à Épernay.

## Historique

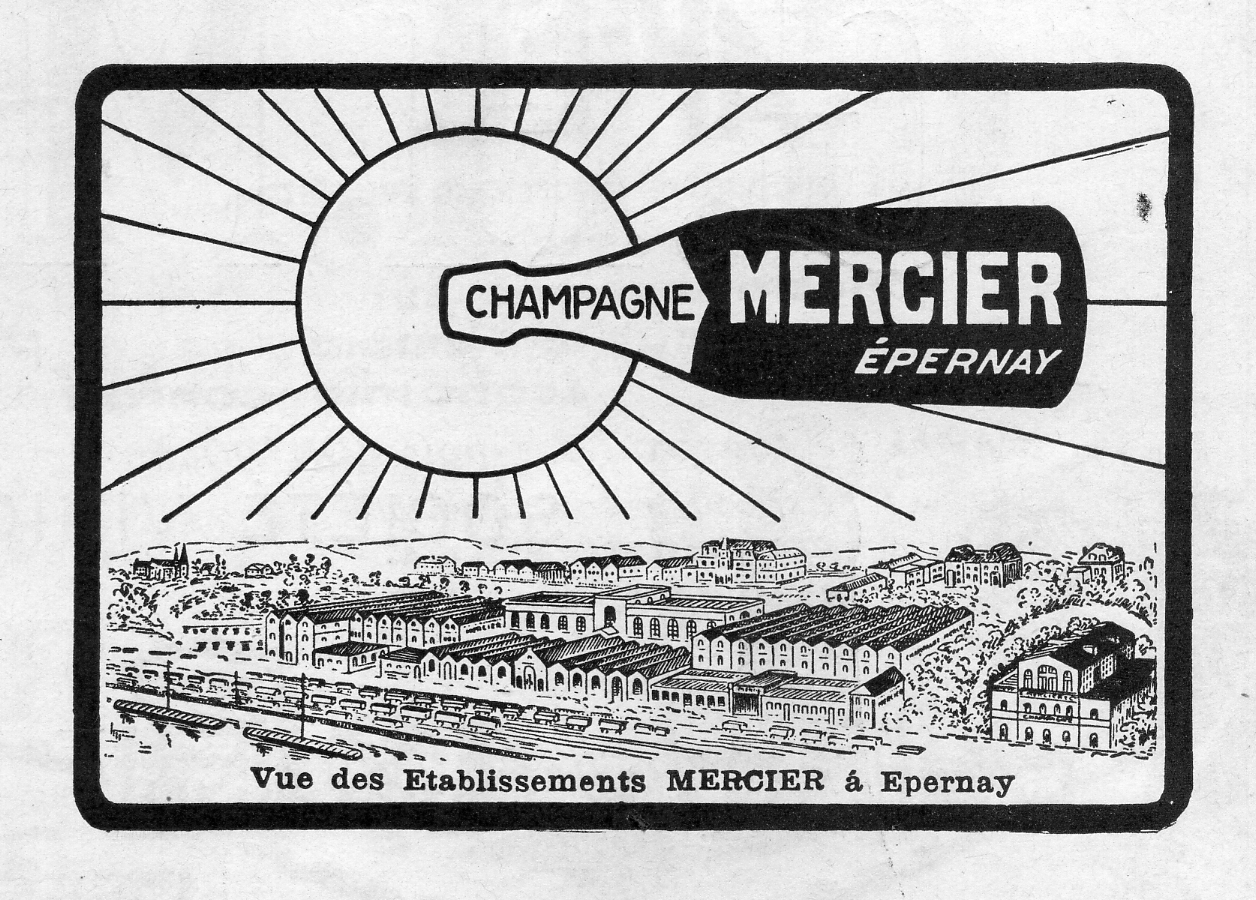
Réclame de 1923 (L'Illustration).

Dès le début, Eugène Mercier désire rendre le champagne accessible à tous en gardant un produit de qualité. Il réalise un des premiers documentaires sur le sujet, De la grappe à la coupe, le premier film publicitaire de l'histoire, projeté lors de l'exposition universelle de 1900. La maison possède aujourd'hui 231 hectares de vignoble (après avoir été expropriée par la municipalité d'Epernay d'une partie de ses vignes pour y installer  la ZUP vers la fin des années soixante) qui permettent de fournir 50 % de la production, le complément venant de viticulteurs sous contrat ou de caves coopératives. C'est une Union de propriétaires que constitue Eugène Mercier avec l'apport du champagne de son beau-père Philippe Bourlon à Cramant depuis 1838. Philippe Bourlon commercialise déjà 400 000 bouteilles.
En 1869, la maison s'installe avenue de Champagne ; les travaux de percement des caves commencent en 1871. Ces caves mesurent 18 km creusés à 30 mètres de profondeur. Leur construction durera six ans. Elles innovent car elles sont sur un seul niveau et de plain-pied avec les quais d'embarquement ferroviaires. Elles sont ouvertes au public dès 1885, le président Sadi Carnot les visite en calèche en 1891. En 1950, un rallye du Champagne est organisé dans ces caves pour le lancement de la 4 CV. En 1900, 15 millions de bouteilles sont stockées dans les caves pour une production annuelle d'environ 4 millions de bouteilles ce qui en fit la plus importante maison à cette époque.
En 1970, la Maison Mercier fusionne avec Moët & Chandon. Par le jeu de fusions successives, la marque passe en 1987 sous le contrôle de LVMH, fondée par Alain Chevalier (Moët-Hennessy) et Henry Racamier (Louis Vuitton).
La marque est exploitée par la société MHCS.

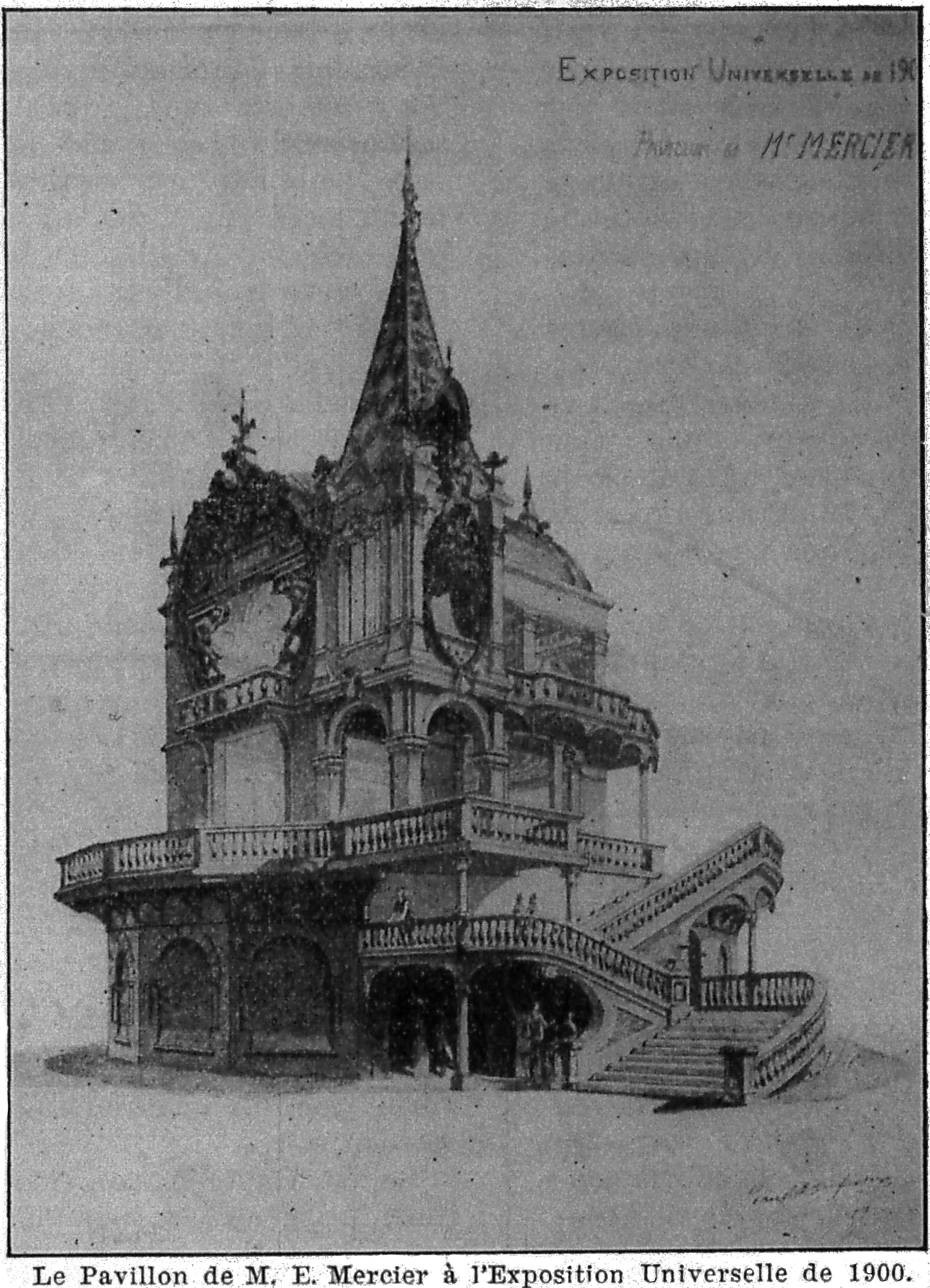
Le pavillon lors de l'exposition universelle de 1900,
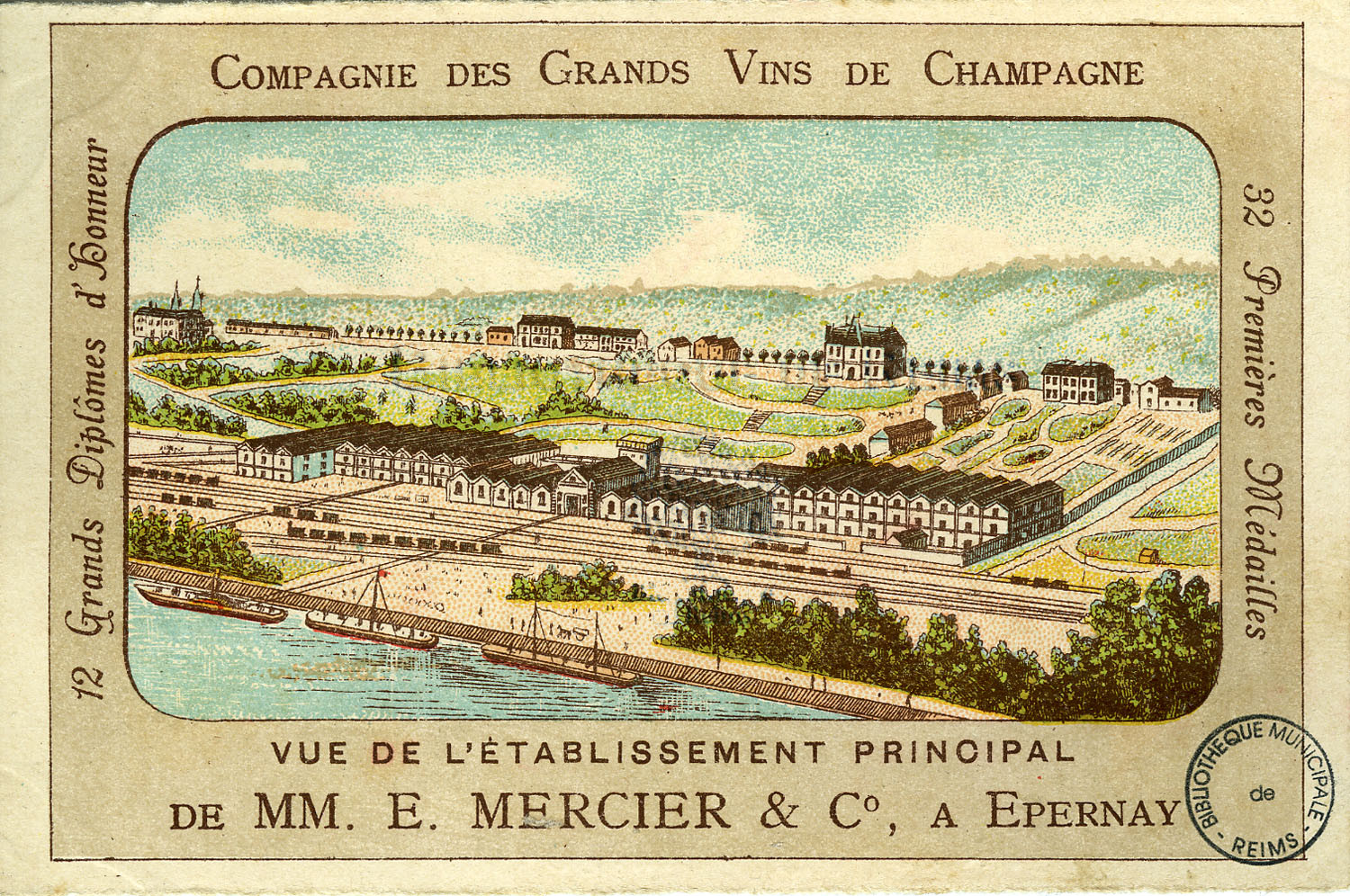
les établissements en bord de Marne, début XXe siècle,
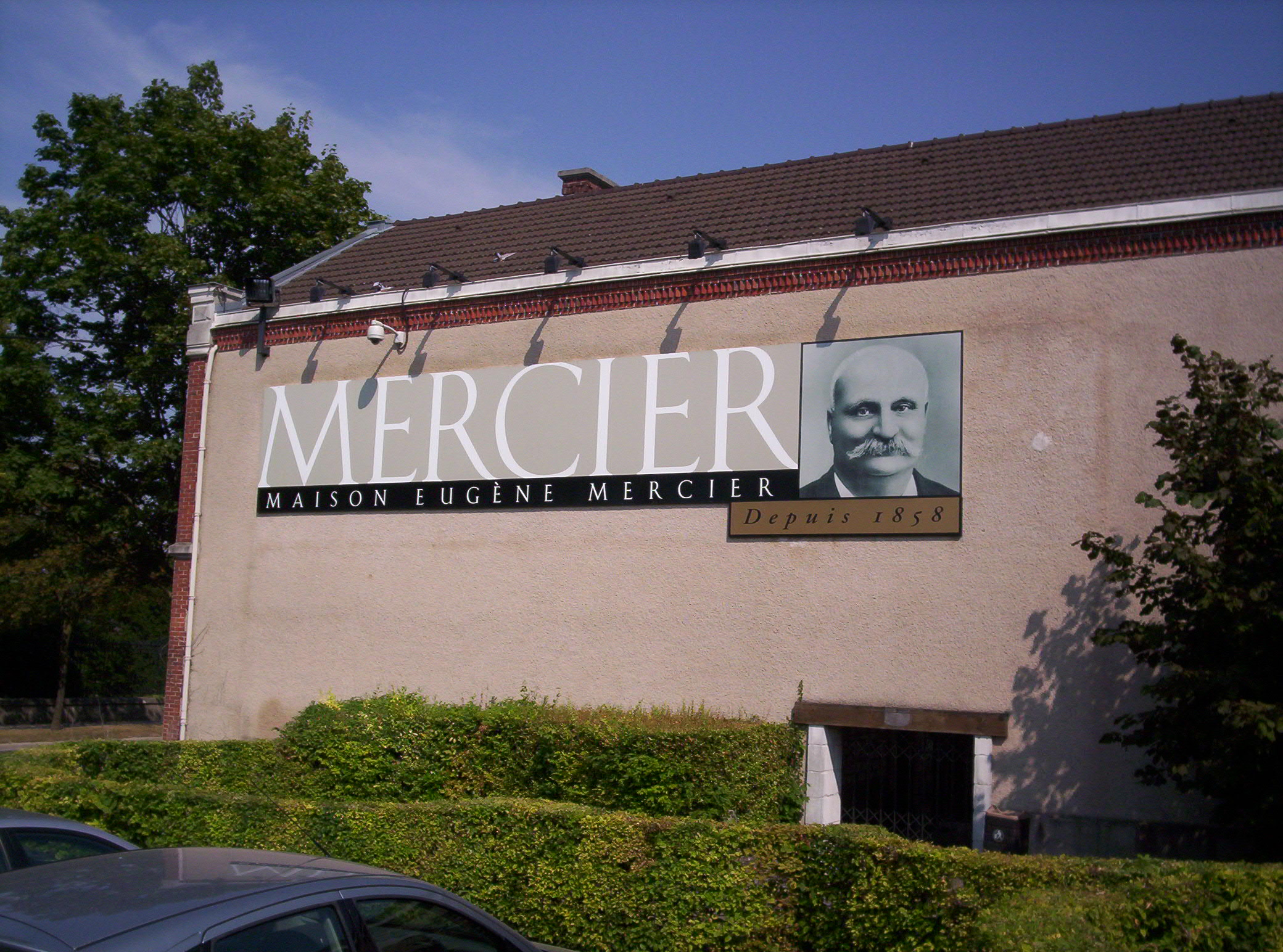
L'entrée,
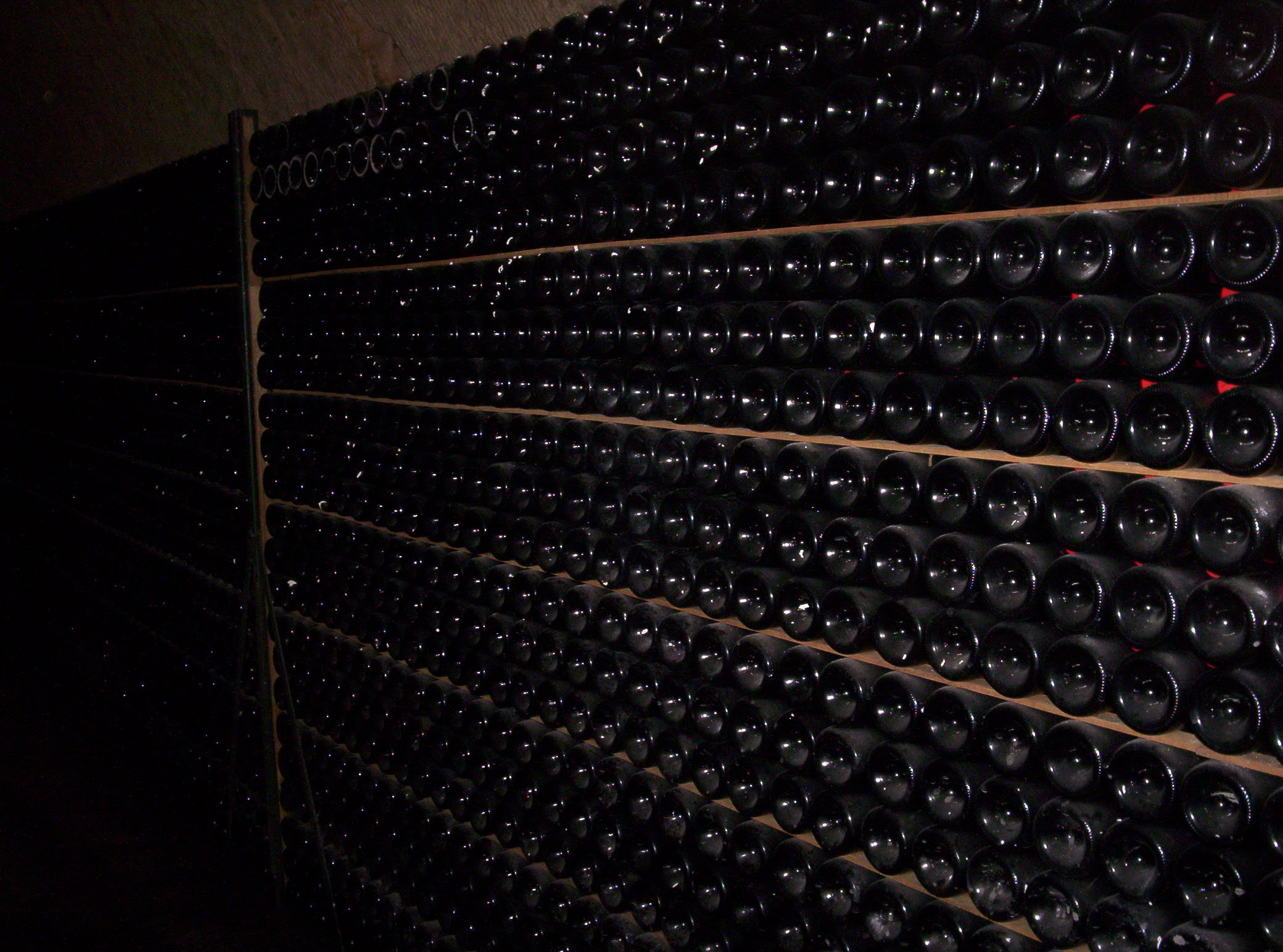
Alignement de bouteilles,
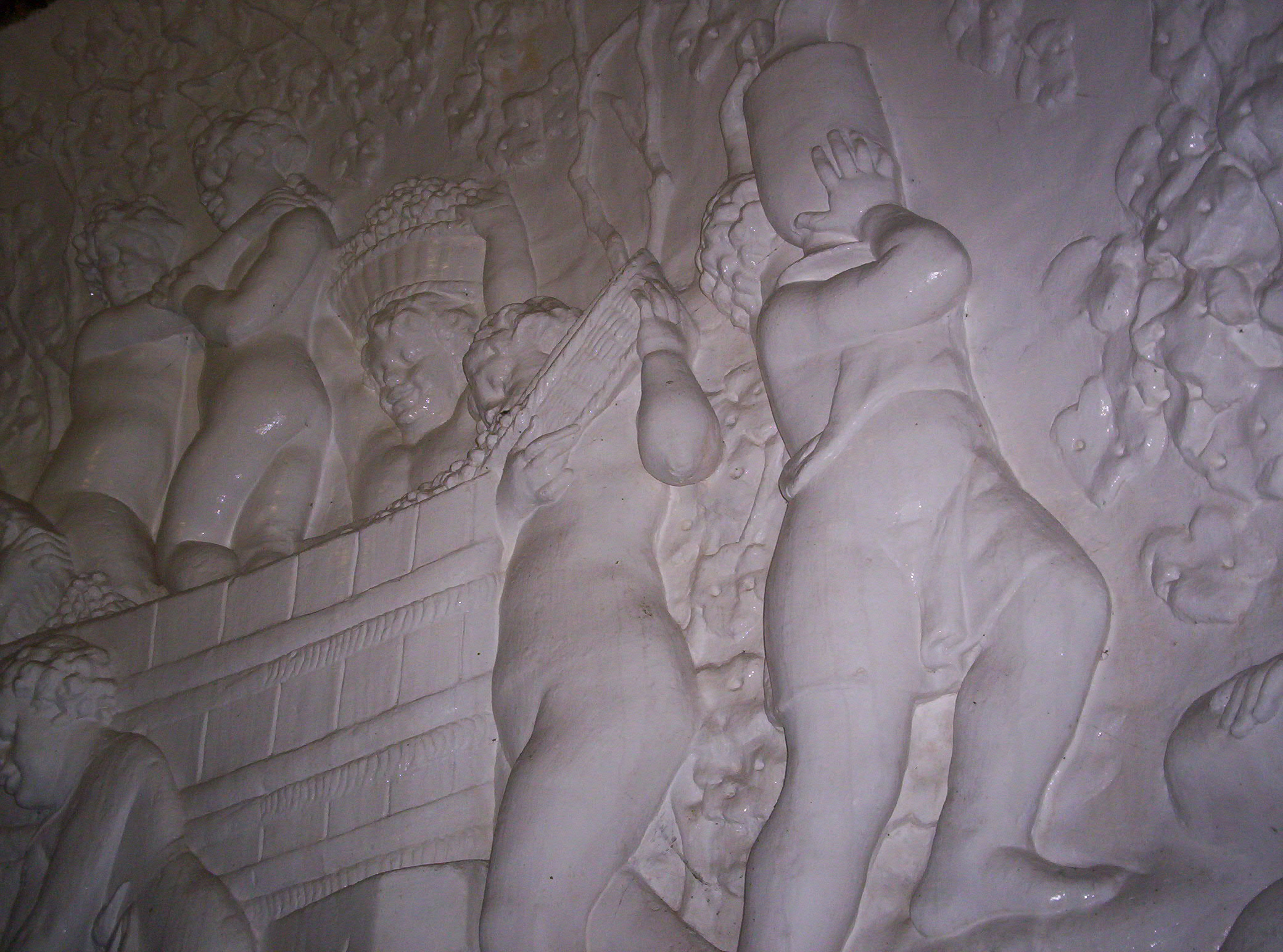
Bas-relief décorant les caves par Gustave Navlet.

### Foudre géant
Entre 1870 et 1881, la maison fait construire un foudre géant (le plus grand tonneau du monde) construit à partir de 150 chênes et d'une contenance de 1 600 hectolitres. Ce tonneau est exposé à Paris lors de l'exposition universelle de 1889. La sculpture est l'œuvre de Gustave Navlet, qui a aussi réalisé des bas-reliefs dans les caves. La marque Dom Pérignon a appartenu à la maison Mercier et fut donnée en cadeau de mariage à la maison Moet et Chandon en 1927.

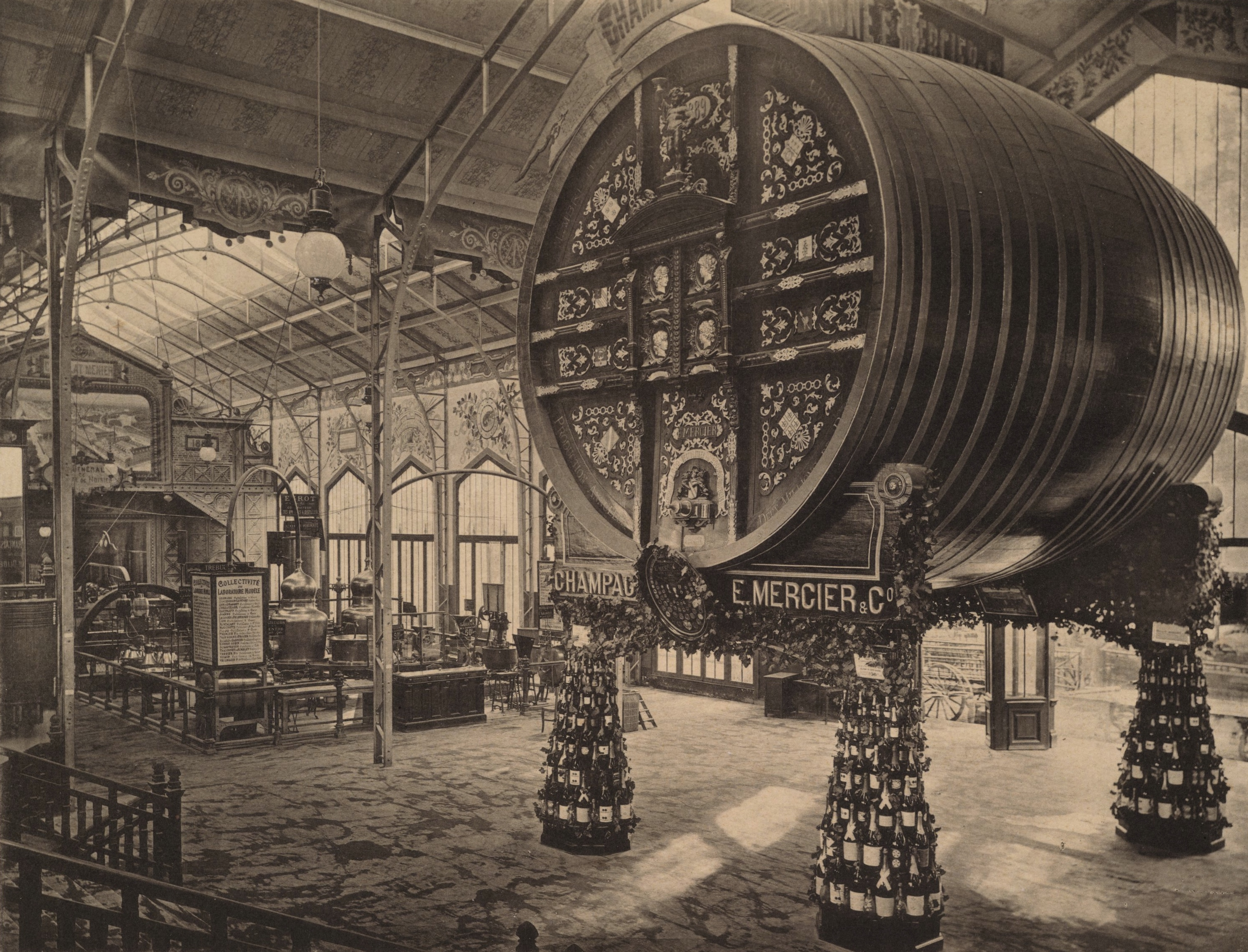
Pavillon des denrées alimentaires, Exposition Universelle.
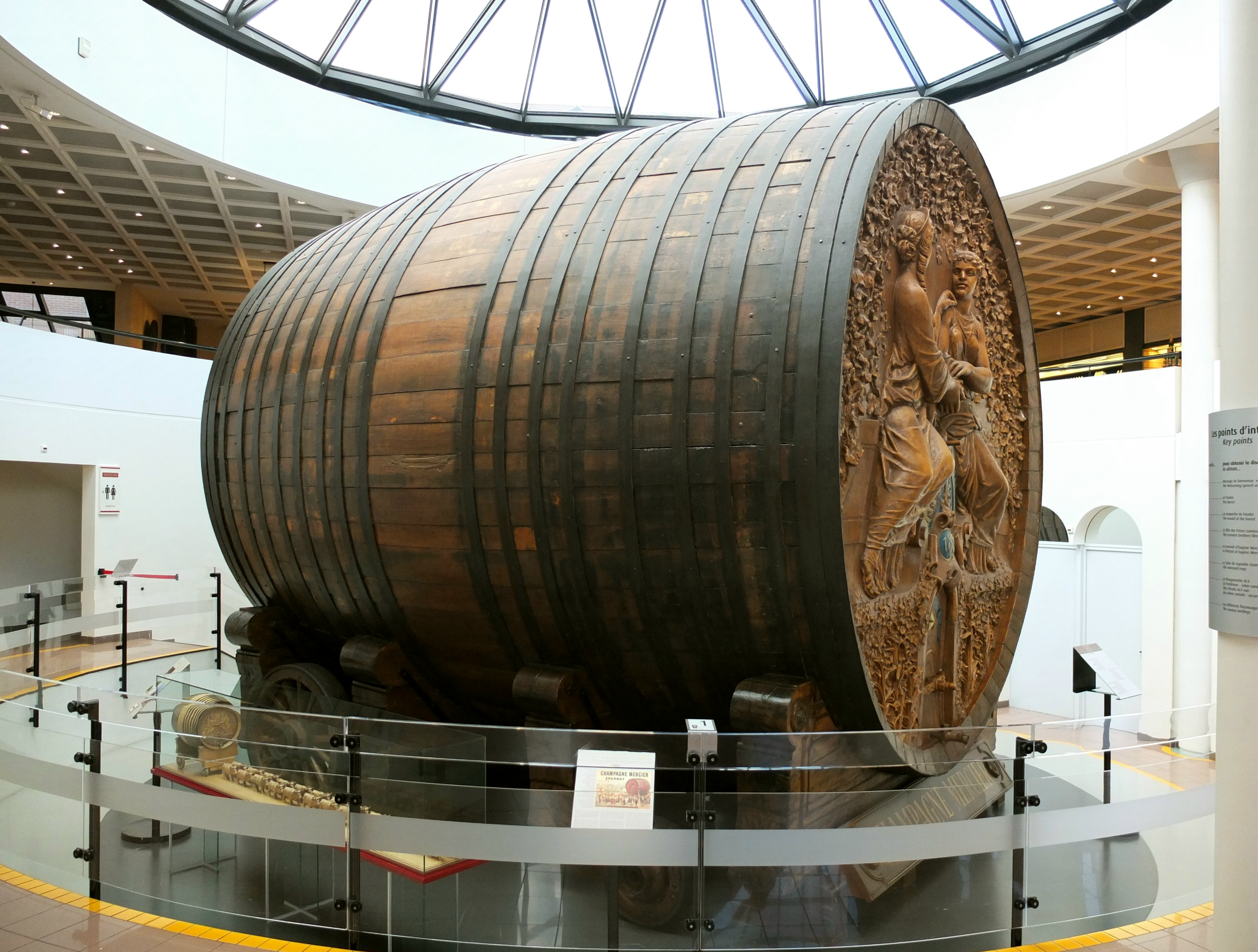
Le foudre sculpté par Gustave Navlet,
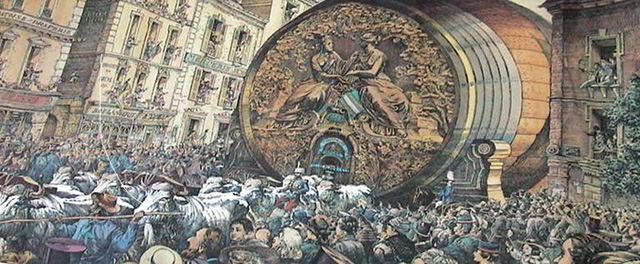
entrant à Paris.